# Список охраняемых природных территорий Португалии
Природоохранные зоны Португалии включают один национальный парк, 14 природных парков, 13 природных заповедников, 8 охраняемых ландшафтов, 5 природных монументов и 7 защищённых территорий. Природоохранные зоны страны находятся в ведении правительственного Института сохранения природы и биоразнообразия (порт. Instituto da Conservação da Natureza e da Biodiversidade).

## Национальный парк
Национальный парк Пенеда-Жереш находится на самом севере страны и создан для охраны дубовых и прочих широколиственных лесов, болот и кустарника. 

## Природные парки
- Алван
- Аррабида
- Вале-ду-Гуадиана
- Дору Интернасьонал
- Литорал-Норте
- Мадейра
- Монтезинью
- Риа-Формоза
- Серра-да-Эштрела
- Серра-ди-Сан-Мамеди
- Серраш-ди-Айре-и-Кандиэйруш
- Синтра-Кашкайш
- Судоэшти-Алентежану и Кошта Висентина
- Тежу Интернасьонал

## Природные заповедники
- Берленгаш
- Дюнаш-ди-Сан-Жасинту
- Ильяш-Дезерташ[порт.] на островах Ильяш-Дезерташ
- Ильяш-Селваженш[порт.] на островах Селваженш (входит в Природный парк Мадейры)
- Озёра Санту-Андре и Санша
- Парсиал-ду-Гаражау
- Роша-ду-Навиу
- Паул-ди-Арзила
- Паул-ду-Бокилобу
- Сапал-ди-Каштру-Марин и Вила-Реал-ду-Санту-Антониу
- Серра-да-Малката
- Эстуариу-ду-Саду
- Эстуариу-ду-Тежу

## Природные монументы
- Каренке
- Лагуштейруш (должен быть объединён с природным парком Аррабида)
- Пегадаш-ди-Диносауриу-ди-Оурен
- Педра-да-Муа
- Педрейра-ду-Авелину

## Охраняемые ландшафты
- Албуфейра-ду-Азибу
- Арриба Фоссил да Кошта да Капарика
- Корну-ду-Бику
- Литорал-ди-Вила-ду-Конди
- Литорал-ди-Эшпозенди
- Озёра Бертиандуш и Сан-Педру-душ-Аркуш
- Серра-ди-Монтежунту
- Серра-ду-Асор

## Защищённые территории
- Асудиш ди Монти да Барка и Аголада
- Гранжа душ Серроиш и Неграиш
- Грута-ду-Замбужал
- Исторический центр Коруши
- Монти-ди-Сан-Бартоломеу
- Монтиш ди Санта-Олаиа и Феррестелу
- Роша-да-Пена и Фонти-Бенемола

|                                        |                                                    |  |
|                                        | Пенеда-Жереш                                       |  |
| Корну-ду-Бику                          | Монтезинью                                         |  |
| Озёра Бертиандуш и Сан-Педру-душ-Аркуш | Албуфейра-ду-Азибу                                 |  |
| Литорал-Норте                          | Алван                                              |  |
| Дюнаш-ди-Сан-Жасинту                   | Дору Интернасьонал                                 |  |
| Паул-ди-Арзила                         |                                                    |  |
| Монтиш ди Санта-Олаиа и Феррестелу     | Серра-да-Эштрела                                   |  |
| Серрас-ди-Айре-и-Кандиэйруш            | Серра-да-Малката                                   |  |
| Монти-ди-Сан-Бартоломеу                | Серра-ду-Асор                                      |  |
| Берленгаш                              | Тежу Интернасьонал                                 |  |
| Серра-ди-Монтежунту                    | Пегадаш-ди-Диносауриу-ди-Оурен                     |  |
| Лапиаз да Гранжа душ Серроиш           | Паул-ду-Бокилобу                                   |  |
| Гранжа душ Серроиш и Неграиш           | Серра-ди-Сан-Мамеди                                |  |
|                                        | Асудиш да Аголада                                  |  |
| Синтра-Кашкайш                         | Исторический центр Коруши                          |  |
| Каренке                                | Асудиш ду Монти да Барка                           |  |
| Арриба Фоссил да Кошта да Капарика     | Эстуариу-ду-Тежу                                   |  |
| Педрейра-ду-Авелину                    | Эстуариу-ду-Саду                                   |  |
| Лагуштейруш                            | Озёра Санту-Андре и Санша                          |  |
| Педра-да-Муа                           | Вале-ду-Гуадиана                                   |  |
| Грута-ду-Замбужал                      | Фонти-Бенемола                                     |  |
| Аррабида                               | Сапал-ди-Кастру-Марин и Вила-Реал-ду-Санту-Антониу |  |
| Судоэшти-Алентежану и Кошта Висентина  | Риа-Формоза                                        |  |
|                                        | Роша-да-Пена и Фонти-Бенемола                      |  |